# Сливовник
Слѝвовник е село в Северозападна България, община Белоградчик, област Видин.

## География
Село Сливовник се намира на около 6 км северозападно от град Белоградчик. Съседни на Сливовник са селата Вѐщица – на около 3 – 4 км на запад, Върба – на около 2 км на северозапад и Гранитово – на около 4 км на изток. Разположено е в северната част на планинския рид Венеца. Надморската височина в центъра на селото е около 320 м.
Населението на село Сливовник , наброяващо 260 души към 1934 г. и 267 – към 1946 г., бързо намалява до 35 към 1985 г. и след слабо увеличение до 54 към 1992 г. продължава да намалява до 9 души към 2018 г.

## Население
Преброяване на населението през 2011 г.
Численост и дял на етническите групи според преброяването на населението през 2011 г.:
|                     | Численост | Дял (в %) |
| Общо                | 18        | 100,00    |
| Българи             | 18        | 100,00    |
| Турци               | 0         | 0,00      |
| Цигани              | 0         | 0,00      |
| Други               | 0         | 0,00      |
| Не се самоопределят | 0         | 0,00      |
| Неотговорили        | 0         | 0,00      |